# Ongata Rongai
Ongata Rongai, auch bekannt als Diaspora, ist eine Stadt im Kajiado County in Kenia. Die Stadt liegt 17 km südlich der Innenstadt von Nairobi und westlich der Ngong-Berge und liegt 1.731 Meter über dem Meeresspiegel. Die Einwohnerzahl betrug bei der Volkszählung 2019 172.569.

## Geschichte
Das heutige Ongata Rongai, das historisch von Massai besiedelt war, entstand aus dem Zusammentreffen eines Viehmarktes im nördlichsten Zipfel des Kajiado County und einer Siedlung rund um einen Steinbruch. Der Viehmarkt und der Steinbruch breiteten sich schnell aus und wuchsen Ende der 1950er Jahre zusammen.
Aufgrund der raschen Entwicklung des Immobilienmarktes ab den 1990er Jahren hat sich Ongata Rongai zu einem bevölkerungsreichen Vorort von Nairobi mit einer Fläche von etwa 16 Quadratkilometern entwickelt. Die Bevölkerung ist ethnisch vielfältig und ist aus allen Teilen des Landes zugewandert.

## Einwohnerentwicklung
Die folgende Übersicht zeigt die Einwohnerzahlen nach dem jeweiligen Gebietsstand.
| Jahr | Einwohner |
| ---- | --------- |
| 1989 | 17.288    |
| 1999 | 35.874    |
| 2009 | 39.951    |
| 2019 | 172.569   |

## Wirtschaft
In Ongata Rongai leben verschiedene Bevölkerungsschichten, es dominiert jedoch die Mittelschicht. Obwohl es weitgehend innerhalb der Metropole Nairobi liegt, fällt es nicht in die Verwaltungsgrenzen der Stadt und ist durch den Mbagathi-Fluss von Nairobi getrennt. Mehrere Banken haben in der Stadt Filialen oder ihren Hauptsitz. Auch das Bildungs- und Gesundheitswesen spielen eine bedeutende Rolle. Es gibt ein Marktgebiet und moderne Einkaufszentren.
Ongata Rongai hat einen Bahnhof an der Normalspurbahn Nairobi-Malaba, die im Oktober 2019 eingeweiht wurde.

## Bildung
Die erste Schule, die Ongata Rongai Primary School, wurde 1949 eröffnet. Die Africa Nazarene University und die Adventist University of Africa befinden sich in der Stadt.